# María Teresa Egozcue
María Teresa Egozcue (22 de octubre de 1936) es una arquitecta argentina. Es socia titular del estudio EVPP, con quienes realizó múltiples obras, especialmente hospitalarias.

## Formación
Se recibió de arquitecta en 1968 en la Facultad de Arquitectura de la Universidad de Buenos Aires. Se decidió a estudiar arquitectura luego de averiguar, mientras cursaba sus estudios secundarios, que para estudiar arquitectura hacían falta matemáticas y dibujo.

## Trayectoria
Comenzó a trabajar en 1966, cuando ganó el primer premio en el concurso del Hogar Escuela para el Instituto Nacional de Rehabilitación Psicofísica para la Municipalidad de Buenos Aires (finalmente no construido), para el cual se asoció con Fernando Aftalión, Bernardo Bischof, y Guillermo Vidal, los fundadores del equipo original.
En 2002, ingresaron como socias Gabriela Pastorino y Simonetta Pozzolo, colaboradoras del estudio desde mediados de la década de 1980. Posteriormente, con el fallecimiento de Bernardo Bischof, quedó conformada la formación actual de EVPP Arquitectos. El estudio se especializa en el proyecto, gestión y construcción de infraestructuras sanitarias u hospitalarias. Gran parte de su actividad profesional actual se centra en la resolución de edificaciones relacionadas con el ámbito de la medicina, prevención de la salud y la industria farmacéutica.
Se desempeña actualmente como directora de proyecto de los emprendimientos del Estudio, especialmente en aquellos destinados al área de salud. Entre sus proyectos se pueden destacar: el Banco de Santa Cruz, Casa Matriz en Río Gallegos (asociada con Rodolfo Sorondo) del año 1966, el Conjunto Habitacional La Matanza, en Ciudad Evita, el  Hospital Nacional de Pediatría Dr. Juan P. Garrahan, en Buenos Aires y un conjunto de 200 viviendas, en Ushuaia, el centro de exposiciones y convenciones Costa Salguero en Buenos Aires y la ciudad judicial de Santa Rosa.
Fue presidenta del Consejo Profesional de Arquitectura y Urbanismo -CPAU- (2000-2004).
Dentro de su labor como docente fue profesora titular en la FADU, UBA por Concurso Público de antecedentes y oposición entre los años 1984 y 2008 y autora y Directora del Programa de posgrado “Experiencia de Práctica Profesional asistida”, Convenio CPAU-FADU, UBA-SCA (2002/2008), además fue autora y directora del Curso piloto de Proyecto final de carrera de grado “Experiencia de Práctica profesional asistida”, Convenio CPAU-FADU, UBA (2000/2004). y también directora del proyecto de formulación de "Maestría en Gestión de Proyectos de Arquitectura”, CPAU. (2001/2002).
Es miembro activo del Consejo Profesional de Arquitectura y Urbanismo -CPAU- y del Colegio de Arquitectos de Neuquén, además de ser socia de la Sociedad Central de Arquitectos y miembro del Consejo de Ingeniería y Arquitectura de La Pampa (1998/2002).

## Obras
- 1966/1969: Banco de Santa Cruz, Casa Matriz en Río Gallegos (asoc. Rodolfo Sorondo)
- 1968: Torre Virrey del Pino, en Buenos Aires
- 1970: Conjunto Habitacional La Matanza, en Ciudad Evita
- 1970: Escuela de Oficiales de la Armada Argentina en Puerto Belgrano
- 1971/1981: Hotel Termal Gualok, en Presidencia Roque Sáenz Peña
- 1971/1984: Hospital Nacional de Pediatría "Dr. Juan P. Garrahan", en Buenos Aires[4][5]
- 1973: Edificio Av. Entre Ríos 204, en Buenos Aires (asoc. Do Porto-Escudero)
- 1974: Conjunto de 200 Viviendas, en Ushuaia
- 1978: Hospital Municipal Materno Infantil, en San Isidro
- 1978: Hospital Santojanni (remodelación), en Buenos Aires
- 1978: Barrio Rufino Inda (1700 viviendas), en Mar del Plata
- 1985: Gimnasio Múltiple del Club Ciudad de Buenos Aires
- 1986: Conjunto Habitacional La Plata (238 viviendas y 60 departamentos)
- 1989: Driving Range de Costa Salguero, en Buenos Aires
- 1991: Barrio Santa Teresita (1315 viviendas), en Lanús
- 1994: Costa Salguero Centro de Exposiciones y Convenciones, en Buenos Aires
- 1995/1996: Consejo Provincial de Educación del Neuquén
- 1997/1998: Hospital “Dr. Cosme Argerich” (remodelación), en Buenos Aires
- 1998/1999: Barrio Italia (246 viviendas), en Hurlingham
- 2001/2002: Ciudad Judicial de Santa Rosa
- 2003/2007: Hospital de Niños “Dr. Pedro Elizalde” (ampliación), en Buenos Aires[6]
- 2007/2008: Hospital Británico (remodelación), en Buenos Aires
- 2008/2010: Centro de Imágenes Moleculares del FLENI, en Escobar
- 2011: Concurso Distrito Cívico de Buenos Aires (1° Premio)[7]

## Reconocimientos
Ha recibido más de 40 primeros premios entre los años 1969 y 2014, ocho segundos premios, y cinco nominaciones a terceros y cuartos premios, así como también gran cantidad de distinciones y menciones.

## Vida personal
Está casada con el arquitecto Guillermo Vidal desde 1971, tienen 4 hijos y 2 nietos.